# Anton Dermota
Anton Dermota (né le 4 juin 1910 à Kropa (en), Slovénie - mort le 22 juin 1989 à Vienne, Autriche) était un ténor lyrique yougoslave, chanteur d'opéras et de musique sacrée.

## Biographie
Anton Dermota étudia d'abord la composition et l'orgue à Ljubljana avant de venir étudier le chant à Vienne en 1934. En 1936 il fit ses débuts à l'Opéra d'État de la capitale autrichienne, devenue sa ville de résidence, dans le rôle de Don Ottavio de Don Giovanni. Mais c'est dans l'immédiat après-guerre que sa carrière va connaître une véritable explosion. Que ce soit au Festival de Salzbourg ou au Metropolitan Opera, à la Scala ou à l'Opéra Garnier, Dermota fut acclamé partout comme l'un des meilleures interprètes de Wolfgang Amadeus Mozart, Jean-Sébastien Bach mais aussi Richard Strauss de sa génération. Doué d'une voix très endurante, il fit quelques incursions chez Richard Wagner, Giacomo Puccini et même Giuseppe Verdi, et a laissé un enregistrement grandiose - peut-être le plus mémorable de toute sa carrière - de l'extrêmement difficile partie de ténor de l'oratorio Le Livre aux sept sceaux de Franz Schmidt. Accompagné au piano par son épouse Hilde Berger-Weyerwald, il a également brillé dans l'interprétation du Voyage d'hiver de Franz Schubert, dont il existe deux enregistrements (1962 et 1976).
Anton Dermota était immensément admiré sur le plan vocal et technique, et beaucoup de ses collègues et successeurs (Ernst Haefliger, Nicolai Gedda, Fritz Wunderlich, Peter Schreier) ont été mesurés à son aune.